# Rüzgar Aksoy
Rüzgar Aksoy (nacido el 5 de enero de 1981 en Estambul) es un actor y actor de doblaje turco. Es mayormente conocido por su papel en la serie Kara Sevda, una de las series turcas más exitosas internacionalmente y única ganadora del Premio Emmy Internacional, por su participación en Tierra amarga y por su papel actual en Kuruluş: Osman.

## Biografía
Rüzgar Aksoy nació el 5 de enero de 1981 en Estambul. Se formó como actor de doblaje y se graduó como locutor de radio en la Universidad de Estambul. Estuvo varios años trabajando detrás de cámara pero llegó un momento en el que se cansó y decidió dejarlo. Después de un tiempo trabajando como vendedor de té, un productor le aconsejó presentarse a un casting y, en 2008, comenzó su carrera como actor

## Filmografía
| Película | Película                 | Película |
| Año      | Producción               | Papel    |
| -------- | ------------------------ | -------- |
| 2018     | Keşif                    | Mehmet   |
| 2018     | Deliler Fatih'in Fermanı |          |
| 2021     | Kin                      | Yadigar  |

| Televisión | Televisión                   | Televisión     | Televisión            |
| Año        | Producción                   | Papel          | Notas                 |
| ---------- | ---------------------------- | -------------- | --------------------- |
| 2008-2010  | Adanalı                      | Ferruh         | 53 episodios (1–53)   |
| 2008       | Serçe                        | Devrim         | 8 episodios (1 a 8)   |
| 2010-2011  | Türkan                       | Haydar         | 26 episodios (1 a 26) |
| 2011       | Karakol                      | Cengiz         | 8 episodios (1 a 8)   |
| 2012       | Mesut Yar ile Burada Laf Çok | Él mismo       | Invitado              |
| 2012       | Annem Uyurken                | Cem            | 8 episodios (1 a 8)   |
| 2013       | Galip Derviş                 | Tayfun         | 1 parte (2)           |
| 2013       | Umutsuz Ev Kadınları         | Mehmet         |                       |
| 2014       | Ah Neriman                   | Arif           | 4 episodios (1-4)     |
| 2015-2017  | Kara Sevda                   | Tarik Soydere  | 74 episodios (1–74)   |
| 2016       | Yunus Emre Aşkın Yolculuğu   | Mimberci Hasan |                       |
| 2017       | Yüz Yüze                     | Ender          | 2 episodios (1-2)     |
| 2018       | Koca Koca Yalanlar           | Osman          | 12 episodios (1-12)   |
| 2018       | Mesut Yar ile Laf Çok        | Sí mismo       | Invitado              |
| 2019       | Tierra Amarga                | Ercüment       | 4 episodios (30–33)   |
| 2020       | Ramo                         | Halef          | 11 episodios (1-11)   |
| 2021       | Arıza                        | Balaban        | 8 episodios (21-28)   |
| 2021-2022  | Kuruluş: Osman               | Sr. Turgut     | 65-                   |

## Premios y nominaciones
| Año  | Premio                 | Categoría                                                                        | Trabajo | Resultado | Referencias |
| ---- | ---------------------- | -------------------------------------------------------------------------------- | ------- | --------- | ----------- |
| 2012 | Afife Tiyatro Ödülleri | Actor secundario de comedia o musical más exitoso del año en un papel secundario | Sanat   | Ganador   | [ 3 ]       |